# Santa Maria de Camps
Santa Maria de Camps és una església romànica que pertany al municipi de Fonollosa, a la comarca catalana del Bages. És protegida com a Bé cultural d'interès local.

## Descripció
L'edifici romànic fou totalment modificat l'any 1760. D'aquesta obra només se'n conserva un petit fragment d'absis i les làpides romàniques davant el portal. Làpides sepulcrals romàniques del s. XIII. En total n'hi ha vuit de les que algunes són llises i d'altres tenen estilitzades representacions escultòriques en relleu, encara que molt pla. Hi trobem, entre d'altres, creus i figures humanes esquemàtiques. La zona està coberta d'un dens herbam que mig tapa el conjunt.

## Història
L'església es troba dins l'antic terme casteller de Catelltallat, fou molt aviat parròquia després d'un període de vinculació a Santa Creu de Fonollosa. L'any 950 és esmentada quan el comte Borrell dona el Castell de Castelltallat al monestir de Santa Cecília de Montserrat. Els homes del terme feren al s. XI importants donacions a l'església, i segurament és a ells a qui pertanyen els sepulcres situats davant la porta. En aquest moment trobem també documentats els altars de sant Joan i Sant Lambert. Fins al 1138 no és esmentada com a parròquia i al segle xv passa a ser sufragània de Santa Creu de Fonollosa. L'any 1760 començà l'obra del nou temple i recuperà de nou el caràcter parroquial.